# Trichophoxus floridanus
Trichophoxus floridanus är en kräftdjursart. Trichophoxus floridanus ingår i släktet Trichophoxus och familjen Phoxocephalidae. Inga underarter finns listade i Catalogue of Life.